# Aleksandria (województwo śląskie)
Aleksandria – wieś o charakterze wielodrożnicy w Polsce położona w województwie śląskim, w powiecie częstochowskim, w gminie Konopiska. Znajduje się tam zakład produkujący wyroby mięsne, oraz zakład produkcji kostki brukowej, dystrybuowanej na całą Polskę. Przez Aleksandrię płynie rzeka Aleksandrówka.
W 1929 r. wieś zamieszkiwało 1158 mieszkańców. Swoje majątki mieli tu Jan Chmielowski i Franciszek Kożuchowski. We wsi był jeden kowal, stolarz i trzy sklepy spożywcze.
W latach 1975–1998 miejscowość administracyjnie należała do województwa częstochowskiego.
Według stanu na 2008 wieś liczyła 2131 mieszkańców.
Podzielona jest na dwa sołectwa: Aleksandria I (1 319 mieszkańców) i Aleksandria II (812 mieszkańców).

## Położenie
Położona jest na zachód od drogi krajowej łączącej Konopiska z Blachownią.

## Historia
Wieś założona została na cześć cesarza Rosji Aleksandra II. Wcześniej teren ten porośnięty był lasem. W Aleksandrii znajduje się kościół św. Maksymiliana Kolbe wybudowany w 1991 roku. Znajduje się tu też dom Misjonarek św. Antoniego Marii Klareta.

## Dzielnice
Wieś podzielona jest na przyjęte zwyczajowo dzielnice: Góry, Krzaki, Dołki, Brzozowiec, Pochulanka, Pogranicze, Kurwinów, Stawki, Żabia, Cztery Kopy.

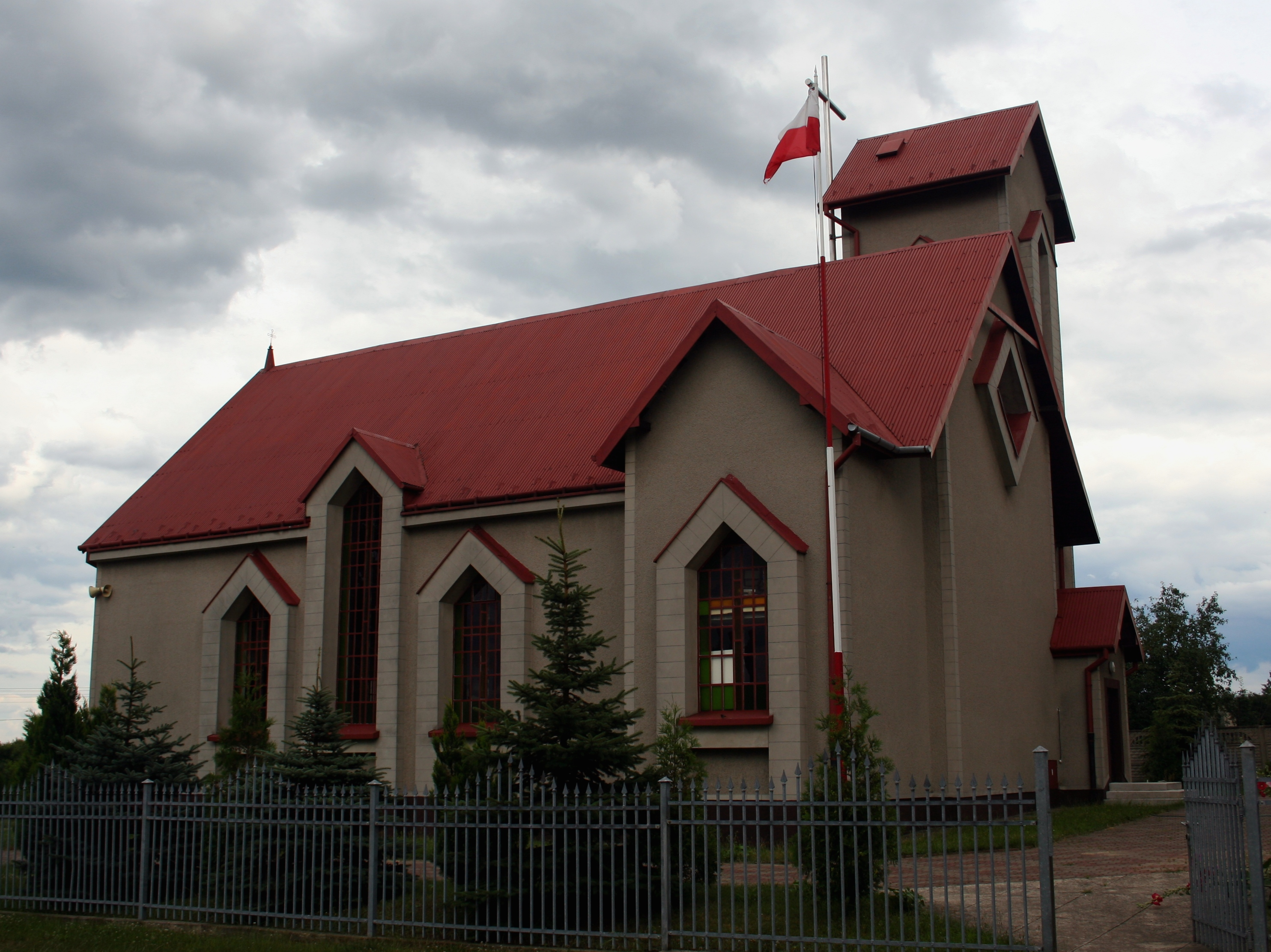
Kościół św. Maksymiliana Kolbe